# (384) Burdigala
(384) Burdigala es un asteroide que forma parte del cinturón de asteroides y fue descubierto por Fernand Courty el 11 de febrero de 1894 desde el observatorio de Burdeos, Francia.

## Designación y nombre
Burdigala recibió inicialmente la designación de 1894 AV.
Más adelante se nombró por el nombre en latín de Burdeos, una ciudad de Francia y lugar del descubrimiento.

## Características orbitales
Burdigala está situado a una distancia media de 2,652 ua del Sol, pudiendo alejarse hasta 3,047 ua y acercarse hasta 2,258 ua. Tiene una excentricidad de 0,1486 y una inclinación orbital de 5,589°. Emplea en completar una órbita alrededor del Sol 1578 días.